# Inner World
Inner World è il primo album in studio del 14º Dalai Lama, pubblicato nel 2020 a nome Dalai Lama.

## Tracce
1. One of My Favorite Prayers – 3:59 (Dalai Lama, Abraham Kunin, Daniel Ryland, Gandhaar Amin)
2. The Buddha – 4:20 (Dalai Lama, Abraham Kunin)
3. Compassion – 3:55 (Dalai Lama, Abraham Kunin)
4. Courage – 4:18 (Dalai Lama, Abraham Kunin, Junelle Kunin)
5. Ama La – 5:32 (Dalai Lama, Abraham Kunin, Anoushka Shankar)
6. Healing – 3:02 (Dalai Lama, Abraham Kunin)
7. Wisdom – 3:19 (Dalai Lama, Abraham Kunin)
8. Purification – 3:18 (Dalai Lama, Abraham Kunin, Junelle Kunin)
9. Protection – 2:51 (Dalai Lama, Abraham Kunin)
10. Children – 2:34 (Dalai Lama, Abraham Kunin)
11. Humanity – 4:54 (Dalai Lama, Abraham Kunin, Mahuia Bridgman-Cooper)